# Kattunga kapell

Kattunga kapell är en kyrkobyggnad i Marks kommun. Den tillhör sedan 2011 Västra Marks församling (tidigare Surteby-Kattunga församling) i Göteborgs stift.

## Bakgrund
Kattunga kyrka revs 1826 och därefter hade församlingen gemensam kyrka med Surteby. Kyrkogården har emellertid använts i alla år. I dess södra del byggdes 1962 ett kapell, efter ritningar utförda 1958 av arkitekten Sven Boysen, som används vid begravningar, dop, vigslar och mindre gudstjänster under sommaren. 

## Kyrkobyggnaden
Planen är rektangulär och en sakristia är vidbyggd i söder. Fasaderna är vitputsade utom den norra och sakristians sydfasad, vilka är fodrade med brunmålad träpanel.  
I koret finns ett nästan rumshögt fönster och i sydfasaden finns tre små, högt placerade fönster. Byggnaden har ett valmat sadeltak, täckt med mörkgrå eternitplattor, förutom sakristian vars tak är kopparbeklätt. På golvet ligger mörka kalkstensplattor som kontrasterar mot de vita väggarna. 
Vid kapellet står en mindre klockstapel med en klocka.

## Inventarier

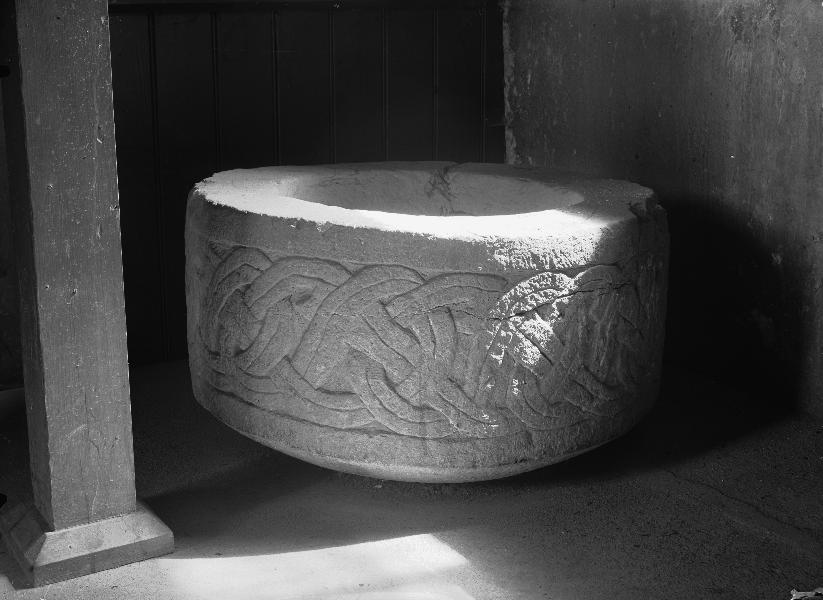
Den medeltida cuppan.

- Dopfuntens cuppa härstammar troligen från Kattunga kyrka och har återförts från Surteby till kapellet. Den är av sandsten, 38 cm hög och cylindrisk med buktande undersida. Upp- och nedtill utsparade band mellan vilka det finns en ringkedjefris. Litet, central uttömingshål. Den tillhör stenmästaren Andreas skola, som är känd till namnet genom att han signerat två av sina dopfuntar: de som ursprungligen tillhört Gällstad och Finnekumla kyrkor, idag på Statens historiska museum och tillverkade under 1100-talet.[1] Den runda foten och skaftet är nytillverkade av trä och gråmålade.
- Ett enkelt träkors hänger ovanför altaret.
- Altare av mörk marmor.
- Predikstolen är sexsidig och av ekträ.
- Elorgel.